# Ґабшяй

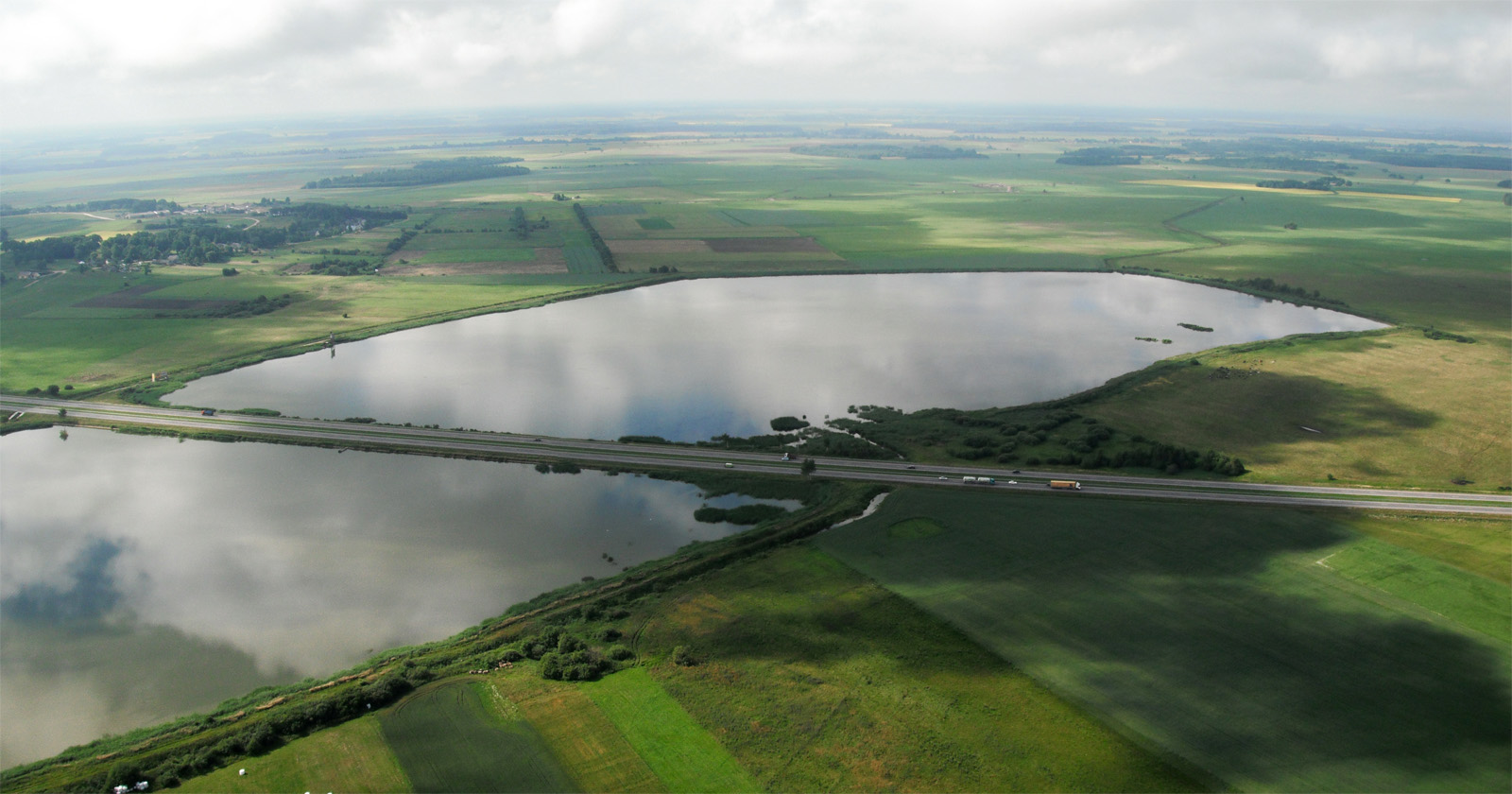
Ставок біля Ґабшяя

Ґабшяй (Gabšiai) — село у Литві, Расейняйський район, Расейняйське староство, розташоване за 3 км від міста Расейняй. 2001 року в Ґабшяї проживало 360 людей. Неподалік розташовані села Калнуяй, Палендряй.

## Принагідно
- Mapa Gabšiai

| Литва | Це незавершена стаття з географії Литви. Ви можете допомогти проєкту, виправивши або дописавши її. |